# Лебедянка (Липецкая область)
Лебедя́нка — село Березнеговатского сельсовета Добринского района Липецкой области.
Расположена на реке Плавице. На севере к селу примыкает деревня Ярлуково, на северо-западе — деревня Бредихино, на юге — деревня Бредихины Отруба.
Основана переселенцами из Лебедянского уезда (центр — город Лебедянь; отсюда название). Возникла в конце XVIII века как деревня Лебедя́нские Вы́селки .

## Население
| 2010 |
| ---- |
| 280  |

## Объекты   культурного  наследия
- Курганная группа 1  (2 насыпи).  исторический памятник (региональный)[3]

- Курганная группа 2  (4 насыпи).  исторический памятник (региональный)[3]